# Ivan Zafirov
Ivan Georgiev Zafirov (Sófia, 30 de dezembro de 1947) é um ex-futebolista búlgaro, ele atuava como defensor.

## Carreira
Ivan Zafirov fez parte do elenco da Seleção Búlgara de Futebol da Copa do Mundo de 1974. 